# Jesse Hibbs
Pour les articles homonymes, voir Hibbs.
Jesse Hibbs est un réalisateur américain, né le 11 janvier 1906 à Normal (Illinois) et mort le 4 février 1985 à Ojai (Californie).
Jesse Hibbs réalisa une douzaine de films de 1953 à 1958. Après L'Étoile brisée, il s'exila à la télévision et y travailla jusqu'en 1970, sur plusieurs séries télévisées, notamment Gunsmoke, Bonanza, Laramie, Perry Mason, Les Mystères de l'Ouest ou Les Envahisseurs.
Il fut également acteur de 1927 à 1933, et assistant-réalisateur, à partir de 1937, pour quelques grands cinéastes, John Ford (Dieu est mort), Leo McCarey (Ce bon vieux Sam) ou Anthony Mann (Winchester 73).
Il mourut de la maladie d'Alzheimer.

## Filmographie

### comme réalisateur
- 1953 : The All American
- 1954 : Chevauchée avec le diable (Ride Clear of Diablo)
- 1954 : Seul contre tous (en) (Rails into Laramie)
- 1954 : Le Défilé sauvage (Black Horse Canyon)
- 1954 : La Montagne jaune (The Yellow Mountain)
- 1955 : Medal of Honor
- 1955 : L'Enfer des hommes (To Hell and Back)
- 1955 : Les Forbans (The Spoilers)
- 1956 : World in My Corner
- 1956 : L'Homme de San Carlos (Walk the Proud Land)
- 1957 : Joe Butterfly
- 1958 : L'Étoile brisée (Ride a Crooked Trail)
- 1959-1965 : Rawhide (11 épisodes)